# Zawadów (województwo lubelskie)
Zawadów – wieś w Polsce położona w województwie lubelskim, w powiecie łęczyńskim, w gminie Puchaczów.
W odległości 0,5 km na północ od zabudowań znajduje się las. Z drugiej strony od południa płynie rzeka Mogilnica.
W latach 1975–1998 miejscowość należała administracyjnie do województwa lubelskiego.
Wieś stanowi sołectwo gminy Puchaczów. Według Narodowego Spisu Powszechnego z roku 2011 wieś liczyła 330 mieszkańców.

## Historia
Zawadów w wieku XIX to dwie wsie Zawadów Nowy alias Huta Zawadowska i Zawadów Stary, w powiecie chełmskim, gminie Brzeziny, parafii Puchaczów. Zawadów Stary posiadał 5 osad z gruntem 518 morgi, Zawadów Nowy alias Huta osad 26, gruntu 253 morgi. Wsie wchodziły w skład dóbr Puchaczów. Według spisu z roku 1827 w Zawadowie były 3 domy zamieszkane przez 15 mieszkańców.